# Premi BAFTA 1975
I premi della 28ª edizione dei British Academy Film Awards furono conferiti il 26 febbraio 1975 dalla British Academy of Film and Television Arts alle migliori produzioni cinematografiche del 1974.

## Vincitori e candidati

### Miglior film
- Cognome e nome: Lacombe Lucien (Lacombe Lucien), regia di Louis Malle
- Assassinio sull'Orient Express (Murder on the Orient Express), regia di Sidney Lumet
- Chinatown, regia di Roman Polański
- L'ultima corvé (The Last Detail), regia di Hal Ashby

### Miglior regista
- Roman Polański – Chinatown
- Francis Ford Coppola – La conversazione (The Conversation)
- Sidney Lumet  – Serpico / Assassinio sull'Orient Express (Murder on the Orient Express)
- Louis Malle – Cognome e nome: Lacombe Lucien (Lacombe Lucien)

### Miglior attore protagonista
- Jack Nicholson – Chinatown / L'ultima corvé (The Last Detail)
- Albert Finney – Assassinio sull'Orient Express (Murder on the Orient Express)
- Gene Hackman – La conversazione (The Conversation)
- Al Pacino – Serpico

### Migliore attrice protagonista
- Joanne Woodward – Summer Wishes, Winter Dreams
- Faye Dunaway – Chinatown
- Barbra Streisand – Come eravamo (The Way We Were)
- Cicely Tyson – Autobiografia di Miss Jane Pittman (The Autobiography of Miss Jane Pittman)

### Miglior attore non protagonista
- John Gielgud – Assassinio sull'Orient Express (Murder on the Orient Express)
- Adam Faith – Stardust: Una stella nella polvere (Stardust)
- John Huston – Chinatown
- Randy Quaid – L'ultima corvé (The Last Detail)

### Migliore attrice non protagonista
- Ingrid Bergman – Assassinio sull'Orient Express (Murder on the Orient Express)
- Sylvia Sidney – Summer Wishes, Winter Dreams
- Sylvia Syms – Il seme del tamarindo (The Tamarind Seed)
- Cindy Williams – American Graffiti

### Migliore attore o attrice debuttante
- Georgina Hale – La perdizione (Mahler)
- Cleavon Little – Mezzogiorno e mezzo di fuoco (Blazing Saddles)
- Sissy Spacek – La rabbia giovane (Badlands)

### Migliore sceneggiatura
- Robert Towne – Chinatown / L'ultima corvé (The Last Detail)
- Mel Brooks, Andrew Bergman, Richard Pryor, Norman Steinberg, Alan Uger  – Mezzogiorno e mezzo di fuoco (Blazing Saddles)
- Francis Ford Coppola – La conversazione (The Conversation)
- Louis Malle, Patrick Modiano – Cognome e nome: Lacombe Lucien (Lacombe Lucien)

### Migliore fotografia
- Douglas Slocombe – Il grande Gatsby (The Great Gatsby)
- John A. Alonzo – Chinatown
- Geoffrey Unsworth – Assassinio sull'Orient Express (Murder on the Orient Express) / Zardoz
- David Watkin – I tre moschettieri (The Three Musketeers)

### Migliore scenografia
- John Box – Il grande Gatsby (The Great Gatsby)
- Brian Eatwell – I tre moschettieri (The Three Musketeers)
- Richard Sylbert – Chinatown
- Tony Walton – Assassinio sull'Orient Express (Murder on the Orient Express)

### Migliori musiche (Anthony Asquith Award for Film Music)
- Richard Rodney Bennett – Assassinio sull'Orient Express (Murder on the Orient Express)
- Jerry Goldsmith – Chinatown
- Francis Lai – Una donna e una canaglia (La bonne année)
- Michel Legrand – I tre moschettieri (The Three Musketeers)
- Mikīs Theodōrakīs – Serpico

### Miglior sonoro (Best Sound)
- Art Rochester, Nathan Boxer, Michael Evje, Walter Murch – La conversazione (The Conversation)
- Melvin M. Metcalfe Sr., Ronald Pierce – Terremoto (Earthquake)
- Christopher Newman, Jean-Louis Ducarme, Robert Knudson, Fred J. Brown, Bob Fine, Ross Taylor, Ron Nagle, Doc Siegel, Gonzalo Gavira, Hal Landaker – L'esorcista (The Exorcist)
- Alan Soames, Rydal Love, Michael Crouch, John W. Mitchell, Gordon K. McCallum – Gold - Il segno del potere (Gold)

### Miglior montaggio
- Walter Murch, Richard Chew – La conversazione (The Conversation)
- Anne V. Coates – Assassinio sull'Orient Express (Murder on the Orient Express)
- Sam O'Steen – Chinatown
- John Victor-Smith – I tre moschettieri (The Three Musketeers)

### Migliori costumi
- Theoni V. Aldredge – Il grande Gatsby (The Great Gatsby)
- Yvonne Blake – I tre moschettieri (The Three Musketeers)
- Anthea Sylbert – Chinatown
- Tony Walton – Assassinio sull'Orient Express (Murder on the Orient Express)

### Miglior documentario
- Cree Hunters of Mistassini, regia di Tony Ianzelo e Boyce Richardson
- Compañero: Victor Jara of Chile, regia di Stanley Forman e Martin Smith
- Trad

### Miglior cortometraggio (John Grierson Award)
- Location North Sea, regia di John Armstrong
- Acting in Turn, regia di Robin Jackson
- Facets of Glass, regia di Anthony Squire
- The Quiet Land

### Premio UN (UN Award)
- Cognome e nome: Lacombe Lucien (Lacombe Lucien)
- Autobiografia di Miss Jane Pittman (The Autobiography of Miss Jane Pittman), regia di John Korty